# Pianoro
Pianoro – miejscowość i gmina we Włoszech, w regionie Emilia-Romania, w prowincji Bolonia.
Według danych na styczeń 2009 gminę zamieszkiwało 17 231 osób przy gęstości zaludnienia 160,9 os./1 km².